# San Cristóbal (Venezuela)
Pour les articles homonymes, voir San Cristóbal.
San Cristóbal est une ville du Venezuela, capitale de l'État de Táchira, chef-lieu de la municipalité de San Cristóbal et capitale des quatre paroisses civiles de La Concordia, Pedro María Morantes, San Juan Bautista et San Sebastián, sur les cinq que compte la municipalité. Sa population s'élevait à 380 000 habitants en 2005 et celle de son aire métropolitaine à 847 000 habitants.

## Politique et administration

### Liste des maires
| Période                                  | Période | Identité             | Étiquette | Qualité |
| ---------------------------------------- | ------- | -------------------- | --------- | ------- |
| 2014                                     | 2017    | Patricia de Ceballos |           |         |
| 2013                                     | 2014    | Daniel Ceballos      |           |         |
| 2008                                     | 2013    | Mónica García Tezzi  |           |         |
| 2000                                     | 2008    | William Méndez       |           |         |
| Les données manquantes sont à compléter. |         |                      |           |         |

### Jumelage
- Valladolid (Espagne)
- Cúcuta (Colombie)
- Oita (Japon)
- Edmonton (Canada)
- Reguengos de Monsaraz (Portugal)
- Marseille (France)
- Omaha (États-Unis)
- Saint-Pétersbourg (Russie)

## Population et société

### Démographie
| 2001    | 2013      |
| ------- | --------- |
| 462 620 | 1 004 820 |

## Personnalités
- Le groupe de thrash metal Kraptor est originaire de San Cristóbal.
- Ilyich Rivas (1993-), chef d'orchestre américano-vénézuélien, y est né.

## Événement
Les championnats du monde de cyclisme sur route 1977 se sont déroulés à San Cristóbal. Il s'agissait de la première édition disputée en Amérique du Sud et de la deuxième organisée hors d'Europe après les championnats du monde de cyclisme sur route 1974 au Canada.

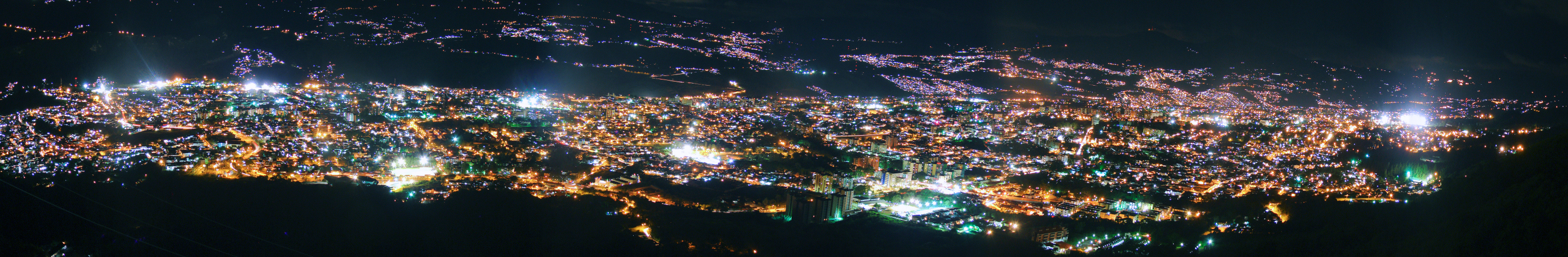
Ville San Cristóbal